# Черковна (област Варна)
Вижте пояснителната страница за други значения на Черковна.
Черковна е село в Североизточна България. То се намира в община Провадия, област Варна.

## История
За първи път името на село Черковна се споменава в записка на дубровнишкия търговец Павел Джорджич (10 януари 1595 г.), адресирана до Стефан Батори (княз на Седмоград). Публикувани са във Флорентинския архив. 
През 1838 г. започва строежът на черква, завършена през 1841 г. Служи като храм на околните села. 
Първото училище във варненска област е открито на 8 ноември 1841 г. от Рашко Илиев Блъсков. Първоначално с 15 деца от Черковна, а по-късно и с ученици от целия Сърт. Историята на черковненци говори, че техните деди и бащи са били предприемчиви, будни и свободолюбиви хора. Неведнъж населението на Черковна е било принуждавано да напусне селото и да бяга далеч в Силистренско или зад пределите на родината.

## Население
Численост на населението според преброяванията през годините:
| \| Година на преброяване \| Численост \| \| --------------------- \| --------- \| \| 1934 \| 891 \| \| 1946 \| 877 \| \| 1956 \| 838 \| \| 1965 \| 821 \| \| 1975 \| 697 \| \| 1985 \| 519 \| \| 1992 \| 430 \| \| 2001 \| 299 \| \| 2011 \| 216 \| \| 2021 \| 165 \| |           |
| Година на преброяване | Численост |
| 1934 | 891       |
| 1946 | 877       |
| 1956 | 838       |
| 1965 | 821       |
| 1975 | 697       |
| 1985 | 519       |
| 1992 | 430       |
| 2001 | 299       |
| 2011 | 216       |
| 2021 | 165       |

### Етнически състав

#### Преброяване на населението през 2011 г.
Численост и дял на етническите групи според преброяването на населението през 2011 г.:
|                     | Численост | Дял (в %) |
| Общо                | 216       | 100.00    |
| Българи             | 199       | 92.12     |
| Турци               | ?         | ?         |
| Цигани              | 6         | 2.77      |
| Други               | ?         | ?         |
| Не се самоопределят | –         | –         |
| Неотговорили        | 5         | 2.31      |

## Културни и природни забележителности
В селото се намира черква на около 200 години, музейна сбирка, разположена в старата сграда на училището, и читалище. През 1841 г. е основано първото училище във Варнеска област от първия му учител – Рашко Илиев Блъсков.

## Личности
- Пеню Иванов /Пенчо Йоанович/ – черковенски учител 1851-52
- Вълчо Кирчев [* 1848] – втори учител в Черковна, ученик на Илия Блъсков 1857-60